# Jesse & Marvin
Jesse & Marvin war eine kurzlebige R&B-Formation aus Los Angeles, Kalifornien, die 1952 mit Dream Girl einen Charterfolg feierte.

## Bandgeschichte
Der Saxophonist und Sänger Marvin Phillips spielte 1949 in Big Jay McNeelys Band. Im Background sang Jesse Belvin die Falsettstimme im Gesangsquartett Three Dots and a Dash. Die beiden Musiker wechselten 1952 zu Specialty Records in Los Angeles und nahmen zusammen vier Singles auf. Die ersten drei Baby Don’t Cry mit Confessin’ Blues, One Little Blessing mit Gone und Love Love of My Life mit Where’s My Girl kamen unter Jesses Namen heraus. Die vierte Dream Girl mit Daddy Loves Baby mit Marvin am Saxophon und dem singenden Jesse am Klavier wurde im Jahr 1953 Nummer zwei der Rhythm-and-Blues-Charts unter dem Bandnamen Jesse & Marvin.
Dem ersten Erfolg konnten keine weiteren folgen, da Belvin 1953 zur Armee eingezogen wurde und Phillips sich nach einigen Solo-Projekten für sein Doo-Wop-Projekt Marvin & Johnny einen neuen Partner suchte. Nach seinem Ausscheiden aus der Armee folgte Belvin 1955 Phillips zum benachbarten Label Modern Records und sprang als „Johnny“ bei Marvin & Johnny für die Aufnahme von Ko Ko Mo, I Love You, Yes I Do und Sugar Mama ein.
Als Belvin schließlich als Solokünstler 1958 bei RCA Records im Pop-Genre erfolgreich wurde, begleitete Marvin ihn für Konzertreisen als Support-Band, so dass Jesse am gleichen Abend den „Johnny“ bei Marvin & Johnny und sein eigenes Soloprogramm geben konnte.

## Diskografie
- 1952 – Dream Girl / Daddy Loves Baby, Specialty 447